# 竹島村
竹島村（たけしまむら）は茨城県真壁郡にかつて存在した村である。

## 地理
- 現在の筑西市の中部、旧下館市の東部に位置する。
- 村のほとんどは平地である。
- 村は小貝川の西岸、五行川の東岸に位置し、二つの川に挟まれる形になっている。

## 歴史
村名は、かつて存在した竹嶋郷に由来する。

### 村域の変遷
- 1889年（明治22年）4月1日 - 町村制施行により、小林村・川澄村・直井村・高島村・市野辺村・稲野辺村・金丸村が合併し真壁郡竹島村が発足。
- 1954年（昭和29年）2月1日 - 養蚕村とともに下館町に編入。同日竹島村消滅。

変遷表
| 1868年 以前 | 1868年 以前   | 明治22年 4月1日 | 昭和29年      | 昭和29年 | 昭和53年 | 平成17年 10月1日 | 現在   |
| 1868年 以前 | 1868年 以前   | 明治22年 4月1日 | 2月1日        | 3月15日  | 昭和53年 | 平成17年 10月1日 | 現在   |
| ----------- | ------------- | --------------- | ------------- | -------- | -------- | ---------------- | ------ |
|             | 小林村        | 竹島村          | 下館町 に編入 | 市制     | 下館市   | 筑西市           | 筑西市 |
|             | 直井村        | 竹島村          | 下館町 に編入 | 市制     | 下館市   | 筑西市           | 筑西市 |
|             | 高島村        | 竹島村          | 下館町 に編入 | 市制     | 下館市   | 筑西市           | 筑西市 |
|             | 市野辺村      | 竹島村          | 下館町 に編入 | 市制     | 下館市   | 筑西市           | 筑西市 |
|             | 稲野辺村      | 竹島村          | 下館町 に編入 | 市制     | 下館市   | 筑西市           | 筑西市 |
|             | 金丸村        | 竹島村          | 下館町 に編入 | 市制     | 下館市   | 筑西市           | 筑西市 |
|             | 川澄村        | 竹島村          | 下館町 に編入 | 市制     | 下館市   | 筑西市           | 筑西市 |
|             | 協和町 に編入 | 竹島村          | 下館町 に編入 | 市制     |          | 筑西市           | 筑西市 |

## 人口・世帯

### 人口
総数 [単位： 人]
| 1891年（明治24年） | 2,610 |
| 1920年（大正 9年） | 2,709 |
| 1935年（昭和10年） | 2,757 |
| 1950年（昭和25年） | 3,588 |

### 世帯
総数 [単位： 世帯]
| 1920年（大正 9年） | 504 |
| 1935年（昭和10年） | 494 |
| 1950年（昭和25年） | 624 |

## 交通

### 道路
- 二級国道
  - 国道122号（ → 国道50号）